# Laura Pochin
Laura Elizabeth Pochin, baronessa Aberconway (Broughton, 14 maggio 1854 – Antibes, 4 gennaio 1933), è stata una nobildonna e attivista inglese.

## Biografia
Era la figlia di Henry Davis Pochin, un industriale e chimico, e di sua moglie, Agnes Heap, un'attivista per i diritti delle donne.

## Matrimonio
Sposò, il 6 marzo 1877, Charles McLaren, un socio in affari di suo padre, a Westminster. Nel 1911 suo marito venne creato barone Aberconway. Ebbero quattro figli:
- Henry McLaren, II barone Aberconway (16 aprile 1879-23 maggio 1953);
- Florence Priscilla McLaren (?-1 marzo 1964), sposò Henry Norman, ebbero tre figli;
- Elsie Dorothea McLaren (1884-15 maggio 1973), sposò Edward Johnson-Ferguson, ebbero tre figli;
- Francis Walter Stafford McLaren (16 giugno 1886-30 agosto 1917), sposò Barbara Jekyll, ebbero due figli.

## Morte
La baronessa era un'attivista per il suffragio femminile, fondatrice del Liberal Women's Suffrage Union e della pubblicazione di alcuni scritti sull'argomento. Durante la prima guerra mondiale, convertì la sua casa di Londra, in un ospedale.
Morì il 4 gennaio 1933 nella sua casa, Château de la Garoupe, a Cap d'Antibes.
Oltre alla politica, la baronessa era un'artista di talento e orticoltrice.

## Opere
- The Women's Charter of Rights and Liberties. London, John Sewell, 1909.
- The Prime Minister and Women's Suffrage London, John Sewell, 1913.